# Pardon My Sarong
Pardon My Sarong (ang. Pardon My Sarong) – amerykański film komediowy z 1942 roku z udziałem znanego w tamtych czasach duetu komików Abbott i Costello.

## Obsada
- Bud Abbott jako Algy Shaw
- Lou Costello jako Wellington Pflug
- Virginia Bruce jako Joan Marshall
- Robert Paige jako Tommy Layton
- Lionel Atwill jako Varnoff
- Leif Erickson jako Whaba
- Nan Wynn jako Luana
- William Demarest jako detektyw Kendall
- Samuel S. Hinds jako wódz Kolua
- Marie McDonald jako Ferna
- Elaine Morey jako Amo
- The Ink Spots jako oni sami
- Maria Montez (scena wycięta)